# Latte de Bazen
Le pic de Latte de Bazen est un pic culminant à une altitude de 2 472 m. Il se situe dans les Pyrénées-Atlantiques.
Il donne une excellente vue sur la plaine, la station de sports d'hiver Gourette, sur le cirque du Litor et la vallée de l'Ouzom.